# Freddie King
Freddie King (Gilmer (Texas), 3 september 1934 - Dallas, 28 december 1976) was een bluesgitarist en zanger.

## Biografie
King, een van de "Three Kings" van de bluesgitaar (samen met B.B. King en Albert King), werd geboren in Gilmer, Texas in 1934. Hij verhuisde met z'n familie naar Chicago in 1950 waar hij begon te spelen in lokale clubs.
Zijn instrumentale Hide Away & The Stumble, opgenomen in 1961, werd later gecoverd met John Mayall's Bluesbreakers door Eric Clapton en Peter Green (muzikant). King had een sterke invloed op de bluesrockmuzikanten zoals Clapton, Green Jeff Beck, Keith Richards, Kenny Wayne Shepherd en Stevie Ray Vaughan.
King verhuisde naar Dallas, Texas in 1963. Hij stierf in Dallas in 1976 aan een hartaanval en complicaties bij bloedingen.